# Alcimede
En la mitología griega, Alcimede, Alcímede o Alcímeda (en Griego antiguo Ἀλκιμέδη, 'poderosa astucia') era una de las hijas matrilineales de Minias, hija de Clímene, una hija de Minias. Ella era la madre de Jasón con Esón, a quien conoció en las cuevas debajo de Yolco en Tesalia, una guarida ctónica donde el rey legítimo Esón, había sido encarcelado por sus malvado medio-hermano Pelias.
La vieja historia del hijo de Alcimede, Jasón y la búsqueda del vellocino de oro es más familiar de una versión tardía, la Argonáutica de Apolonio de Rodas.

Un toque de ascendencia matrilineal en tiempos arcaicos entre los Minianos Beocios de Grecia, está escrita por Apolonio la parte relativa al patrimonio de Jasón:
«Muchos fueron los asistentes que se reunieron para unirse al hijo de Esón. Todos los jefes de los habitantes de alrededor de la llamada Minias, en su mayoría y los más valientes declararon que había surgido desde la sangre de las hijas de Minia, por lo que el propio Jasón fue el hijo de Alcimede que nació de Clímene la hija de Minias».
Un indicio adicional de ascendencia matrilineal arcaica es que el consorte de Clímene se ofrece en dos versiones: ella fue interpretada como la esposa de Fílaco o en algunas versiones, Esón fue engendrado por Céfalo, quien era consorte de Procris.
Junto con Esón, Alcimede fue obligada por el usurpador Pelias a suicidarse. Se ahorcó o bebió, junto con su marido y el niño Prómaco, la sangre de toro y así murió.